# Сан Мигел (окръг, Ню Мексико)
Вижте пояснителната страница за други значения на Сан Мигел.
Окръг Сан Мигел (на английски: San Miguel County) е окръг в щата Ню Мексико, Съединени американски щати. Площта му е 12 266 km², а населението – 27 748 души (2017). Административен център е град Лас Вегас.